# Cantó de Champagney
El cantó de Champagney és un cantó francès del departament de l'Alt Saona, situat al districte de Lure. Té 9 municipis i el cap és Champagney.

## Municipis
- Champagney
- Clairegoutte
- Échavanne
- Errevet
- Frahier-et-Chatebier
- Frédéric-Fontaine
- Plancher-Bas
- Plancher-les-Mines
- Ronchamp

## Història
| Data d'elecció                           | Identitat         | Partit                                    | Qualitat |
| ---------------------------------------- | ----------------- | ----------------------------------------- | -------- |
| 1945-1972                                | Alphonse Pheulpin | SFIO, després Divers gauche i després PSU |          |
| 1972-1985                                | Eugène Coppey     | Divers gauche, després MRG                |          |
| 1985-2004                                | Hubert Guerrin    | PCF                                       |          |
| 2004-                                    | Gérard Poivey     | PRG                                       |          |
| les dades anteriors no són pas conegudes |                   |                                           |          |
|                                          |                   |                                           |          |

## Demografia
| A partir de 1990: Població sense dobles comptes |